# Gustaf Nordenskjöld (1911–1994)

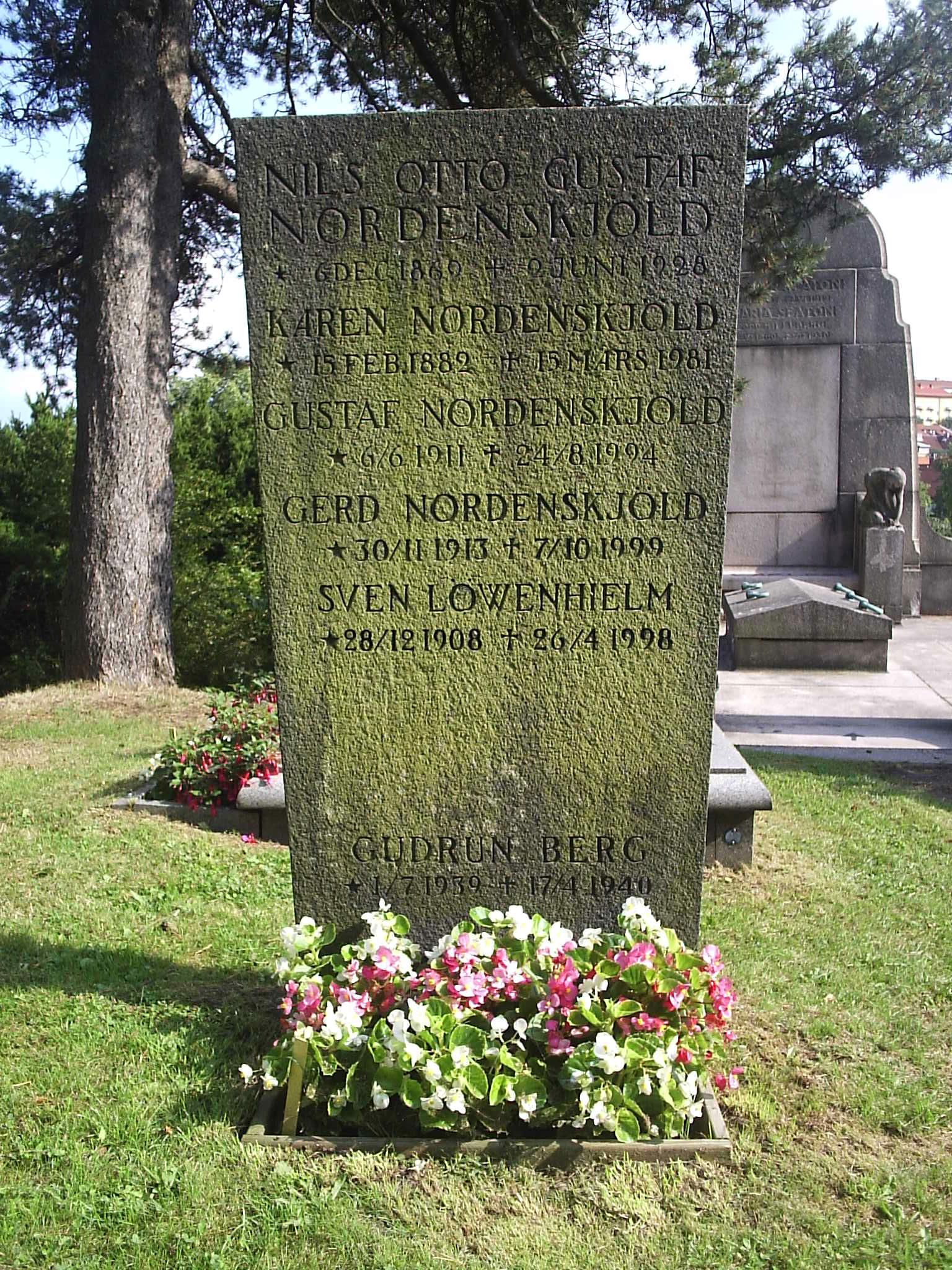
Gustaf Nordenskjölds gravvård på Östra kyrkogården i Göteborg.

Otto Gustaf Nordenskjöld, född 6 juni 1911 i Annedals församling i Göteborg, död 24 augusti 1994 i Göteborgs Oscar Fredriks församling, var en svensk direktör.
Han var son till professor Otto Nordenskjöld och fil. kand. Karen Berg, och var sedan 1944 gift med Gerd Wendbladh, dotter till läroverksadjunkten Georg Wendbladh och Betty Hansson.
Studentexamen tog Nordenskjöld 1929, fil.kand. 1931 Annedals församling i Göteborg, jur.kand. vid Uppsala universitet 1935, gjorde tingstjänstgöring 1935-38 var sekreterare vid Handelns arbetsgivareorganisation 1938, direktör 1943, vice VD 1948-54, direktör för SAF och chef för dess Göteborgskontor sedan 1954. Han var ombudsman för Kommersiella föreningen i Göteborg 1938-40, ordförande för samarbetsnämndernas centralnämnd i Göteborg 1943-47, för Göteborgs och Västergötlands köpmäns samarbetsnämnd sedan 1944, sekreterare vid Göteborgs omlastingsförening sedan 1955, styrelseledamot i Göteborgs hantverks- och industriförening sedan 1960, Föreningen för bistånd åt vanföra i Göteborg sedan 1962, ledamot i länsskolnämnden i Göteborgs och Bohus län sedan 1965.
Han är begravd på Östra kyrkogården, Göteborg.